# Deutsche Forschungsanstalt für Segelflug
Deutsche Forschungsanstalt für Segelflug (DFS) var det tyska forskningsinstitutet för segelflygning. 
DFS bildades 1933 med Fritz Stamer som chef för att få en central ledning av segelflygutvecklingen. Den tidigare organisationen Rhön-Rossitten Gesellschaft (RRG) i Darmstadt nationaliserades och flygverksamheten överfördes till Hitlerjugend, medan RRG:s forskning och konstruktionsavdelning överfördes till det nybildade DSF. Verksamheten bedrevs till stor del vid segelflygcentret på Wasserkuppe, flyttades senare till Darmstadt.
Vid forskningsavdelningen arbetade meteorologiprofessorn Walter Georgii med utforskandet av luftens rörelser och meteorologiska fenomen samt propagandan för segelflygets utbredning som folksport. Tillsammans med Hanna Reitsch och Peter Riedel genomförde de uppvisningar av segelflyg i Sydamerika.
Konstruktionsavdelningen leddes av Alexander Lippisch med Hans Jacobs som en av de ledande konstruktörerna. Vid avdelningen konstruerades nya skolflygplan för Hitlerjugend och Luftwaffe samt Lippischs flygande vingar DFS 39 respektive DFS 40. Jacobs konstruerade trupptransportglidaren DFS 230 som kom att tillverkas i över 1 600 exemplar för Luftwaffes räkning. 
1938 efter ett fatalt haveri på Wasserkuppe, utlyste DFS en konstruktionstävling för att få fram effektivare luftbromsar. Bromskonstruktionen, som kallas DFS-broms, är fortfarande i bruk men en samtida konstruktion, Schempp-Hirt-bromsen, är förhärskande. Dessa "bromsar" används primärt för att styra glidbanan vid landning, och sekundärt för att begränsa hastigheten vid dykning.
På våren 1939 flyttade Reichsluftfahrtsministerium Lippisch och hans konstruktionsavdelning till Messerschmitts konstruktionsavdelning för att arbeta fram ett raketdrivet jaktflygplan till Hellmuth Walters raketmotor. För att spara tid använde man segelflygplanet DFS 194 som modifierades till raketdrift. Den första lyckade flygningen genomfördes tidigt 1940, och flygplanet blev föregångaren till Messerschmitt Me 163 Komet.
Som testpiloter engagerades Hanna Reitsch, Peter Riedel och Erich Klöckner med flera. Provflygare för DFS 194 och Me 163 var Heini Dittmar som blev först att flyga fortare än 1000 km/h den 2 oktober 1941.
Institutet upphörde med sin verksamhet 28 april 1945. Efterföljare till DFS är Deutsches Zentrum für Luft- und Raumfahrt.

## Segel och glidflygplan konstruerade vid DFS
Ett flertal flygplan tillverkades av andra fabriker ibland med små ändringar i namnet 
- DFS Zögling 33, skolglidflygplan 1933
- DFS Hol's der Teufel, träningsglidflygplan 1933
- Schulgleiter 38, skol- och träningsglidflygplan 1938
- DFS Rhönbussard, segelflygplan 1933
- DFS Seeadler, amfibiesegelflygplan
- DFS Kranich, tvåsitsigt segelflygplan 1936
- DFS Habicht, segelflygplan för avancerad flygning 1936

- DFS Fafnir II São Paulo, segelflygplan med högprestanda 1934
- DFS Condor III, segelflygplan med högprestanda 1935
- DFS Präsident, segelflygplan med högprestanda 1935
- DFS Rhönsperber, segelflygplan med högprestanda 1935
- DFS B6, segelflygplan med högprestanda 1938
- DFS Ha III, segelflygplan med högprestanda 1938
- DFS Reiher, segelflygplan med högprestanda 1938
- DFS 108 Weihe, segelflygplan med högprestanda 1938
- DFS Olympia Meise, segelflygplan framtaget 1939 för olympiska tävlingar i segelflyg
- DFS 230, militärt transportglidflygplan 1937
- DFS 331, militärt transportglidflygplan 1943, endast prototyp

## Specialkonstruktioner för Luftwaffe
- DFS Mo 6, målglidflygplan 1936, endast en prototyp
- DFS 39, Lippisch konstruktion av en flygande vinge, forskningsflygplan
- DFS 40, Lippisch konstruktion av en flygande vinge, forskningsflygplan
- DFS 194, raketdrivet forskningsflygplan 1938, föregångare till Me 163
- DFS 228, raketdrivet spaningsflygplan 1942, endast en prototyp
- DFS-332,
- DFS 346, flygplan för överljudsfart 1944, endast en halvfärdig prototyp byggd när andra världskriget tog slut